# Odontochodaeus steineri
Odontochodaeus steineri is een keversoort uit de familie Ochodaeidae. De wetenschappelijke naam van de soort is voor het eerst geldig gepubliceerd in 1992 door Paulian.